# Mbam
Pour les articles homonymes, voir MBAM.
Le Mbam est une rivière d'Afrique qui coule au Cameroun. C'est l'affluent majeur du fleuve Sanaga.

## Hydrométrie - Les débits à Goura
Le débit de la rivière a été observé pendant 30 ans (1951-1980) à Goura, localité du Cameroun située à quelques kilomètres de sa confluence avec la Sanaga.
À Goura, le débit annuel moyen ou module observé sur cette période a été de 710 m3/s pour une surface prise en compte de 42 300 km2, soit la quasi-totalité du bassin versant de la rivière.
La lame d'eau écoulée dans le bassin atteint ainsi le chiffre de 529 millimètres par an, ce qui peut être considéré comme élevé.
Le Mbam est un cours d'eau abondant, très bien alimenté et assez régulier. Le débit moyen mensuel observé en mars (minimum d'étiage) atteint 133 m3/s, soit 14 fois moins que le débit moyen du mois d'octobre, ce qui montre une irrégularité saisonnière réduite. Sur la durée d'observation de 30 ans, le débit mensuel minimal a été de 34 m3/s, tandis que le débit mensuel maximal s'élevait à 2 570 m3/s.

## Galerie

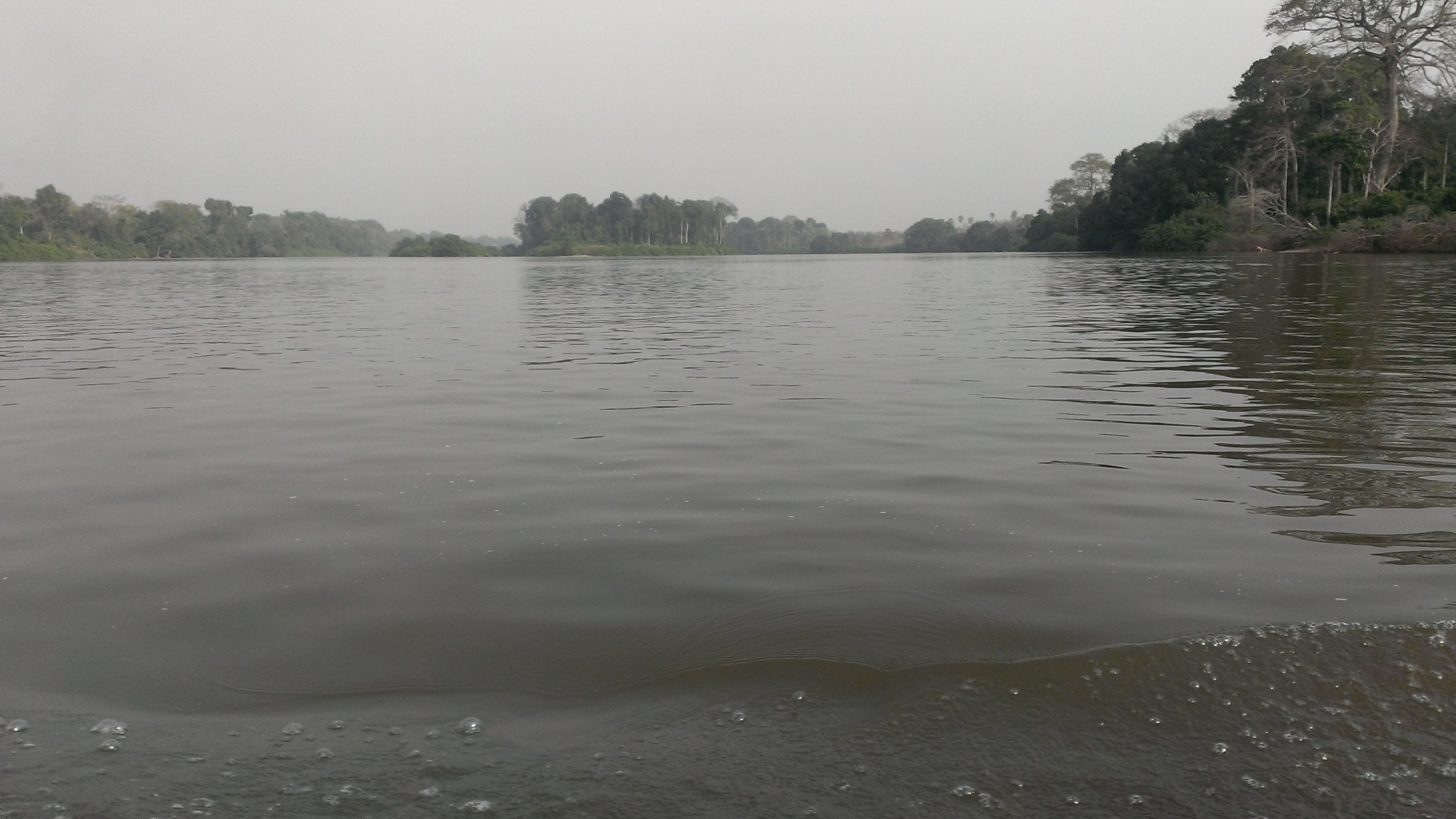
Fleuve Mbam vu d'une pirogue.
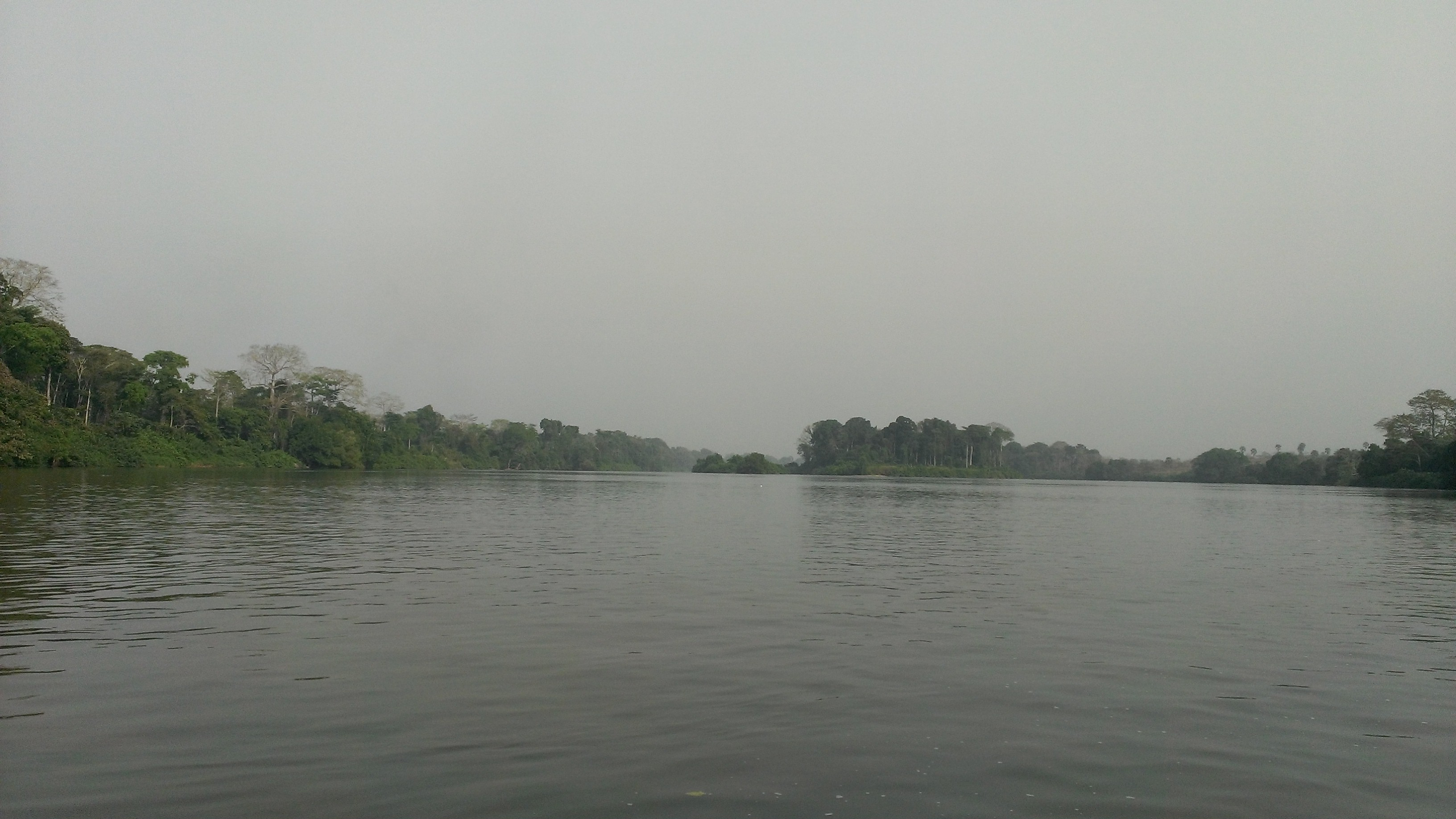
Fleuve Mbam vu de Guérima
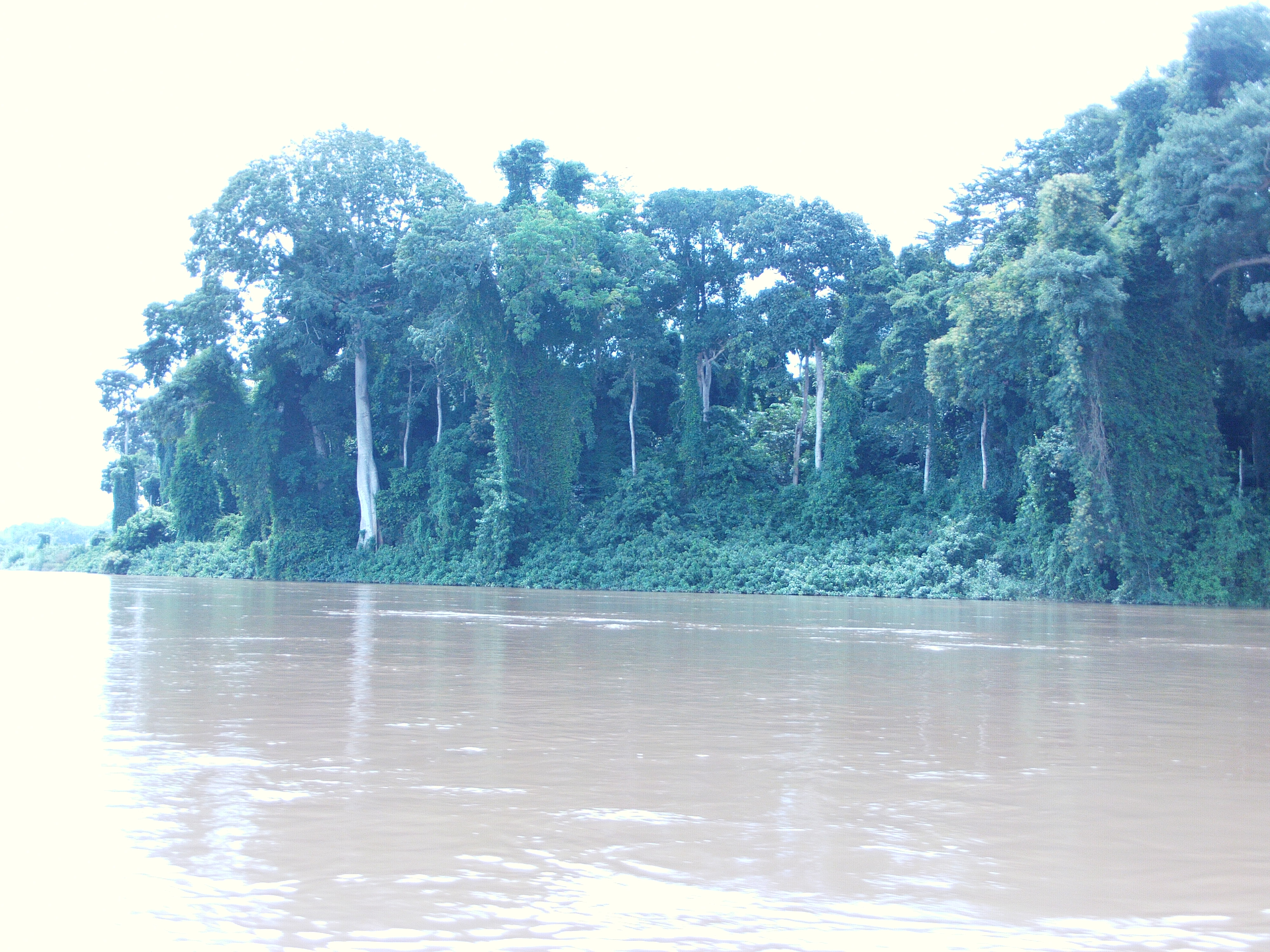
Forêt-galerie sur une île de la rivière Mbam près de Bafia (Cameroun)
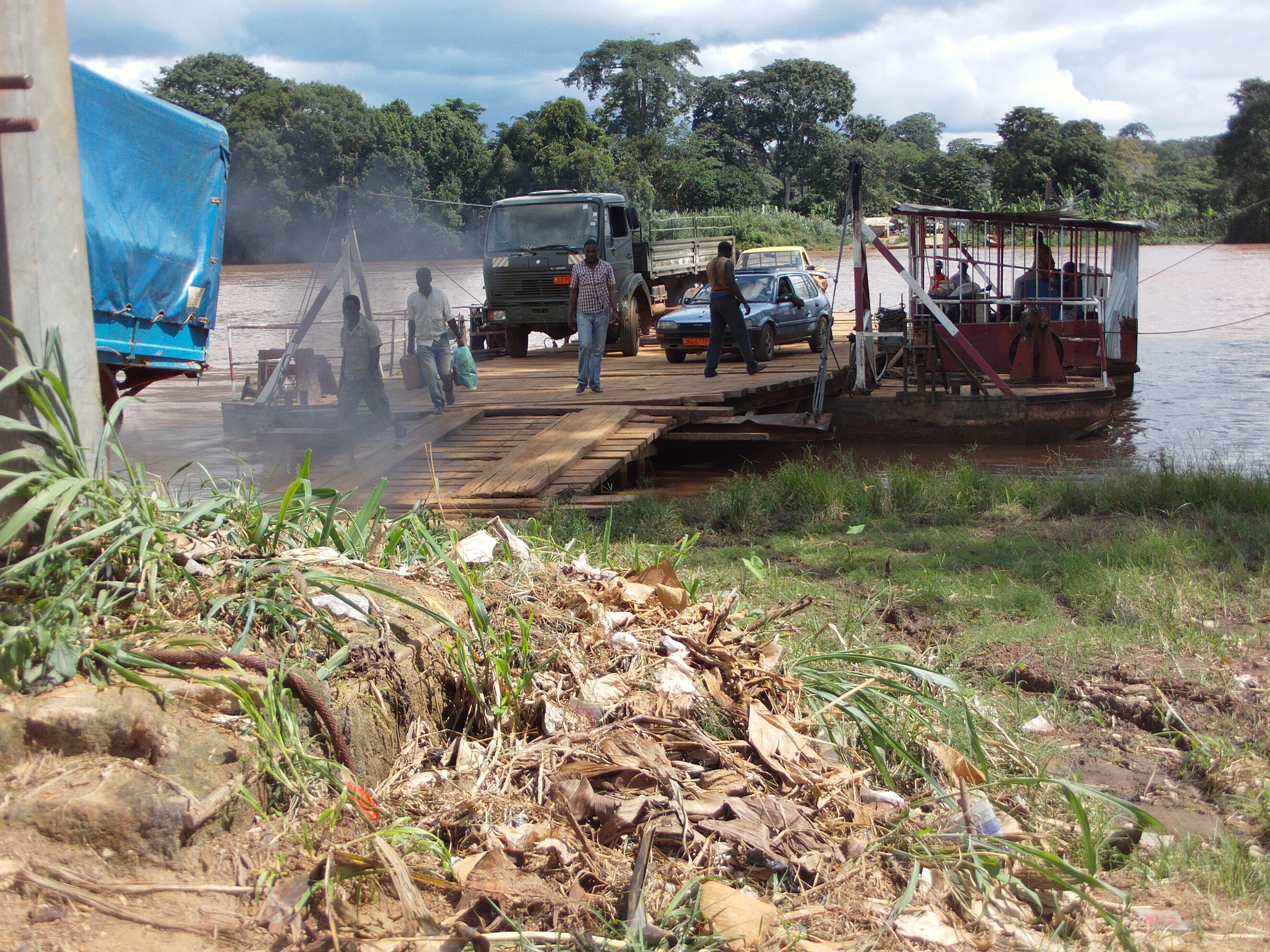
Ferry de Guerima sur la rivière Mbam près de Bafia (Cameroun)